# Арсенид олова
Арсенид олова — бинарное неорганическое соединение
олова и мышьяка
с формулой SnAs,
кристаллы.

## Получение
- Сплавление стехиометрических количеств чистых веществ:

{\displaystyle {\mathsf {Sn+As\ {\xrightarrow {595^{o}C}}\ SnAs}}}

## Физические свойства
Арсенид олова образует кристаллы
кубической сингонии,
пространственная группа F m3m,
параметры ячейки a = 0,5681 нм, Z = 4.
Переходит в сверхпроводящее состояние при температуре <3,5 К.